# ЛГБТ-хип-хоп
Гомо-хоп, гей-хип-хоп или лесбийский хип-хоп, позже квир-хип-хоп, иногда квир-хоп (англ. homo hop, gay hip hop, lesbian hip hop, queer hip hop, queer hop) — жанр хип-хопа, исполняемый ЛГБТ-музыкантами (в наиболее узком значении — исполняемый ЛГБТ-музыкантами на ЛГБТ-темы для ЛГБТ-публики). Он был описан как «глобальное движение хип-хоп MC-геев, лесбиянок и фанатов, в знак протеста против хип-хоп музыки, которая слишком часто связана с гомофобией и антигомосексуальной лирикой». Количество представителей ЛГБТ-сообщества в жанре хип-хопа исторически было низким. Хип-хоп долгое время изображался как один из наименее дружественных к ЛГБТ жанрам музыки (наряду с хэви-металом и кантри) со значительной частью музыки, содержащей гомофобные взгляды и тексты, направленные против геев и лесбиянок. Отношение к гомосексуальности в хип-хоп-культуре исторически было отрицательным. Гомофобные оскорбления наподобие «sus», «no homo» и «pause» можно услышать в некоторых текстах исполнителей жанра. По данным LA Times, эти высказывания использовались, чтобы обозначить «квир-явление как комичную тему». Однако с начала 2000-х наблюдался прирост ЛГБТ-хип-хоп исполнителей, активистов и исполнителей, преодолевших барьеры в привычной музыкальной индустрии..
Такие лейблы, как «гомо-хоп» или «квир-хип-хоп», объединяют всех артистов, идентифицирующих себя как членов сообщества ЛГБТК, в поджанр хип-хопа, основываясь исключительно на их сексуальной ориентации. Эти лейблы поджанров не отмечены каким-либо конкретным производственным стилем, поскольку исполнители внутри них могут одновременно быть связаны практически с любым другим поджанром хип-хопа или также могут создавать музыку, полностью выходящую за пределы поджанра. Скорее, термины определяются прямым взаимодействием с ЛГБТ-культурой в таких элементах, как лирические темы или визуальная идентичность и представление артиста.
Однако артисты, которых причислили к этому жанру, по-разному воспринимали терминологию. Некоторые поддержали определение особого феномена «ЛГБТ-хип-хоп» как важного инструмента для продвижения видимости ЛГБТ в поп-музыке, в то время как другие критиковали его за то, что их творчество по сути превращается в музыку гетто как «нишевый» интерес, ограничивающий их привлекательность для поклонников классики жанра.
Многие артисты внесли свой вклад в повышение узнаваемости и общественное признание присутствия ЛГБТ-сообщества в музыке хип-хопа, в первую очередь Фрэнк Оушен, который в 2012 году написал открытое письмо, посвящённое своей сексуальности. Такие артисты, как Mykki Blanco, Big Freedia, Le1f, Tyler, the Creator и Cakes da Killa, также находятся в авангарде создания более инклюзивного представления тела в жанре хип-хоп. Также наблюдается рост присутствия союзников ЛГБТ в основном сообществе хип-хопа, таких как Jay-Z, Murs, Macklemore и Райан Льюис.
Среди важных событий в истории гомо-хопа выделяют PeaceOUT World Homo Hop Festival, который был основан в 2001 году и распространился в течение нескольких лет на западное и восточное побережье США, а также выход в 2006 году документального фильма Pick Up the Mic.

## История

### Первые оскорбления
В 1979 году группа The Sugarhill Gang выпустила «Rapper’s Delight», первую хип-хоп пластинку, попавшую в топ-40 хитов. В ней вымышленного персонажа Супермена прозвали «феей» за то, что он носит облегающую одежду.
В 1986 году хип-хоп-трио Beastie Boys изначально хотели назвать свой дебютный альбом «Don’t Be A Faggot» (рус. Не будь педиком), но их звукозаписывающий лейбл Columbia Records отказался выпускать его под этим именем, поэтому он изменил название на Licensed to Ill (рус. Лицензирован на болезнь). Beastie Boys официально извинились перед ЛГБТ-сообществом за «дерьмовые и невежественные» слова, которые они произнесли на своей первой записи.
Канье Уэст осудил гомофобию в хип-хопе в августе 2005 года в интервью телеканалу MTV News Sway Calloway. Он рассказал, как его окружение привело его к гомофобии и как новость о том, что его двоюродный брат гей, изменила его взгляды. Это заявление было радикальным в то время — первое серьёзное заявление популярного исполнителя против гомофобии в хип-хопе.

### Гомо-хоп
Движение гомо-хопа впервые возникло в 1990-х годах как андеграундное движение, особенно в Калифорнии, отчасти как реакция на широко распространенное признание гомофобии в текстах таких популярных исполнителей хип-хопа, как Эминем. Тексты в таких песнях, как «Criminal» на пластинке Marshal Mathers, демонстрируют эту гомофобию. Первоначально введенный Тимом Т. Уэстом из Deep Dickollective, термин «гомо-хоп» предназначался не для обозначения отдельного музыкального жанра, а просто для того, чтобы служить инструментом построения сообщества и рекламным крючком для ЛГБТ-артистов. По словам Уэста:
Он отражал попытку поверить в поджанр хип-хопа, который игнорировал мейнстрим. Это не отдельный вид хип-хопа, но в центре этого творчества стоит индивидуальность, что является и благословением, и проклятием. В конце концов, я рэп-исполнитель, а на самом деле я квир. Гомо-хоп как мобилизующая среда для квир-артистов на самом деле изначально служил определенной цели.
Другой участник группы Уэста Джуба Каламка дал аналогичную оценку:
Должен ли быть отдельный термин для женщин-МС, таких как femcee? Или такие, как гангста? Кранк? Трэп? Снэп? Афроцентризм? Сознательный? Как бы то ни было. Во многих случаях термины создаются или повторно присваиваются людьми, потому что им нужно что-то, чтобы выделить их или обозначить своё культурное или социальное пространство. Гомо-хоп, как и любое другое обозначение субкультурного поджанра, давал и по-прежнему даёт слушателю или поклоннику что-то, за что можно ухватиться. Первым, кто, как я услышал, сказал «гомо-хоп», был мой бывший товарищ по группе Тим Уэст в контексте интервью в 2001 году... и даже тогда это была большая шутка, совершенно неискренне. Если бы вы назвали это «Fruit Rollup», люди бы это подхватили.
В 2001 году в интервью SFGate.com Уэст подробно рассказал о целях движения:
В идеале квир-хип-хоп вносит изменения. Это может быть критическая проверка всех негативных аспектов, которые были выявлены в культуре за последние несколько лет. Вы не сможете предположить, что в комнате нет гея; вы не сможете предположить, что в комнате нет феминистки. Хип-хоп будет другим, потому что мы решили участвовать в нём открыто и с честью.
Жанр получил широкую огласку в 2002 и 2003 годах, когда Caushun был широко известен как первый открытый ЛГБТ-рэпер, подписавший контракт с крупным лейблом, хотя позже выяснилось, что Caushun был рекламным ходом, спроектированным гетеросексуальным музыкантом Иваном Матиасом.
Известные события 2000-х годов включали фестиваль PeaceOUT World Homo Hop Festival, который был основан в 2001 году и проводился ежегодно до 2008 года, а также документальный фильм 2006 года «Pick Up the Mic». Однако некоторые музыкальные критики того времени отвергали этот жанр, поскольку он слишком часто жертвовал качеством музыки в пользу «дидактической» политической программы.
Самым коммерчески успешным ЛГБТ-рэпером 2000-х годов был Cazwell, который стал популярным исполнителем в танцевальных гей-клубах и на сегодняшний день попал в шесть топ-40 хитов в чарте Billboard Hot Dance Club Songs в смешанном стиле поп-рэп, который он описал как «если бы Бигги Смоллс съел Донну Саммер на завтрак». Cazwell описал свою философию музыки девизом «создавайте своё собственное пространство, свою собственную музыку и люди к вам потянутся», и в интервью отмечал, что он добился гораздо большего успеха, «нарушив» правила хип-хоп индустрии, чем когда-либо в его более ранних попытках добиться массового успеха с хип-хоп-дуэтом 1990-х годов Morplay.
Одним из первых мейнстрим-артистов, публично выступивших против дискриминации геев в хип-хопе, был Канье Уэст в интервью 2004 года Суэю Кэллоуэю на MTV News. В интервью Канье говорит: «Хип-хоп действительно дискриминирует геев. Я хочу просто выступить на телевидении и сказать рэперам, моим друзьям, просто прекратите это, ребят. Серьёзно, это действительно дискриминация». Канье раскритиковал хип-хоп-сообщество, сказав: «Хип-хоп, казалось, вначале был о борьбе за свои права, о том, чтобы высказывать своё мнение, ломать барьеры или что-то ещё, но все в хип-хопе дискриминируют гомосеаксуалов. Для меня это один из стандартов хип-хопа: „Ты гомик, ты гей“».

### Последующие негативные заявления
В документальном фильме Байрона Хёрта «Хип-хоп: за битами и рифмами» 2006 года Хёрт исследует нюансы взаимоотношений между хип-хопом, мужественностью, женоненавистничеством и гомофобией. Признавая наличие этих проблем в хип-хопе, жанре, который он любит, Хёрт признал испытываемое чувство лицемерия и начал работу над фильмом. В своём документальном фильме он путешествует по стране и берёт интервью у исполнителей рэпа и хип-хопа, учёных и фанатов об их восприятии этих проблем в культуре. Проведя десятки интервью, Хёрт видит сохраняющуюся модель гомофобии, связанную с необходимостью доказать свою мужественность.
Из-за объективации женщин и выхолащивания других мужчин для утверждения собственной мужественности в сообществе хип-хопа и рэпа возникает образец гомофобии. Рэпер Баста Раймс покидает интервью, когда ему задают вопрос о гомофобии в рэп-сообществе. Раймс говорит: «Я не собираюсь участвовать в этой беседе» и добавил: «При всем уважении, я не пытаюсь никого обидеть… То, что я представляю в культурном отношении, не оправдывает [гомосексуальность] вообще». Эта реакция от Раймса частично иллюстрирует негативное восприятие гомосексуальности в хип-хоп сообществе.

## Тексты песен
Ice-T заявил в своей автобиографии, что исполнительный директор звукозаписывающего лейбла Сеймур Стейн возражает против строчки в песне «409»: «Парни хватают девушку, девушки хватают парня/Если парень хочет парня, пожалуйста, выведите его на улицу». Позже Ice-T стал одним из первых рэперов, осудивших гомофобию в таких произведениях, как «Straight Up Nigga» и «The Tower» в своём альбоме O.G. Original Gangster (1991).
Многие песни рэпера Эминема были сочтены гомофобными из-за его частого оскорблений в адрес геев, особенно в песне «Criminal» из его третьего альбома «The Marshall Mathers LP» (2000), содержащей строки вроде: «Мои слова, как кинжал с зазубренным лезвием, Которое насквозь пронзит тебе голову, Не важно, педик ты или лесбиянка, Гомосек, гермафродит или трансвестит, Брюки или платье — ненавижу ли я педиков? Ответ: да». В интервью Андерсону Куперу на «60 минут» Эминем отрицал гомофобию и объяснил частое использование термина «педик» в своих текстах тем, что это слово «постоянно использовалось» в рэп-баттле, и что он не использует его по отношению к геям. Альбом The Marshall Mathers LP был номинирован на премию «Грэмми» 2001 года в категории «Альбом года», что вызвало протесты из-за неоднозначного содержания альбома. В ответ на это Эминем на церемонии исполнил Stan с открытым геем-музыкантом Элтоном Джоном. Он также спел песню с Young M.A в 2020 году.
В текстах одной из песен альбома «The Villain» рэпера Trick-Trick 2008 года он называет Эллен Дедженерес и Рози О’Доннелл «лесбийскими сучками» и говорит, что он направит «ракету-носитель прямо на их долбаный круизный лайнер». Trick-Trick выразил свою неприязнь к гомосексуалам в интервью музыкальному сайту AllHipHop: «Педики ненавидят меня, и мне плевать. Мне ни хрена не нужны их пидорские бабки».
Фраза «No Homo» часто используется в сегодняшних хип-хоп-текстах и культуре афроамериканцев. Это означает «без геев» или «никаких геев». Один из примеров использования этого термина можно встретить в песне Jay-Z «Run This Town». Канье Уэст, один из исполнителей этой песни, заявил: «С ума сойти, ты был заурядным Джо Блоу А теперь все тебя хотят, не по-гейски».

## Развитие
Это не отдельный вид хип-хопа, но в центре этого творчества стоит индивидуальность, что является и благословением, и проклятием. В конце концов, я рэп-исполнитель, а на самом деле я квир.
К началу 2010-х годов начала появляться новая волна каминг-аутов хип-хоп-музыкантов, отчасти вызванная возросшей известностью и общественным признанием ЛГБТ-общества, раскрытия таких известных звёзд хип-хопа, как Азилия Бэнкс и Фрэнк Оушен, и выпуск ЛГБТ-позитивных песен гетеросексуальных исполнителей, таких как Murs, Macklemore и Райан Льюис.
Хотя это новое поколение артистов вдохновлялось и мотивировалось движением гомо-хопа, оно получило более широкое освещение в основных средствах массовой информации и смогло более широко использовать инструменты социальных сетей для увеличения масштаба своей аудитории, и, следовательно, им не нужно было полагаться на старую модель развития сообщества гомо-хопа.. Многие из их представителей также находились под сильным влиянием афроамериканской балльной культуры ЛГБТ, влиянием, которое не было широко заметно в первой волне гомо-хопа, и большинство начинало с проектов-перформансов, включающих переодевание. Таким образом, многие из новых исполнителей были помечены в СМИ новым ярлыком «квир-хип-хоп» вместо «гомо-хоп».
В 2008 году Jipsta выпустил сингл «Middle of the Dancefloor», который провёл в общей сложности 14 недель (достигнув максимально 6-го места за это время) в чарте Billboard Dance Club Play. Этот успех был примечателен для ЛГБТ-сообщества хип-хопа, поскольку оно ознаменовало первый случай, когда белый открытый гей-рэпер попал в топ десяти лучших синглов в чарте Billboard Club Play. Годом позже Jipsta выпустил кавер на песню Джорджа Майкла «I Want Your Sex», которая поднялась до четвёртого места в чарте Billboard Dance Club Play всего за 4 недели, в результате чего впервые в пятёрке лучших записей Billboard оказался ЛГБТ-исполнитель в жанре хип-хоп.
В марте 2012 года Кэрри Баттан из Pitchfork упомянула Микки Бланко, Le1f, Zebra Katz и House of Ladosha в статье под названием «Мы изобрели свэг: квир-рэперы Нью-Йорка» о «группе артистов Нью-Йорка, которые разрушили представления о хип-хопе».
В октябре 2012 года Details представил нескольких ЛГБТ-хип-хоп-исполнителей, «неизгладимо меняющих аспекты — и звучание — рэпа».
В марте 2014 года онлайн-журнал Norient.com опубликовал первый обзор квир-хип-хоп-клипов по всему миру. В статье рассматриваются темы, эстетика и проблематика ЛГБТ-хип-хопа в Анголе, Аргентине, Кубе, Германии, Израиле, Сербии, Южной Африке и США.
В декабре 2016 года рэпер из Лос-Анджелеса Thed Jewel, исполнивший «Моя кожа чёрная, сексуальность цвета фуксии», высказался: «Есть много рэперов, которые являются гомосексуалами, и день, когда они откроются, так или иначе наступит».
В августе 2018 года открытый гей-член группы Brockhampton, Kevin Abstract описал свои попытки решения проблемы в хип-хопе, связанной с гомофобией, в интервью BBC, заявив: «Я вынужден существовать в гомофобном пространстве, чтобы вносить изменения, и это гомофобное пространство будет присутствовать в хип-хоп-сообществе. Так что я просто существую и остаюсь собой, что уже меняет и облегчает жизнь другим молодым квир-детям».
В июне 2019 года Lil Nas X, исполнивший хит «Old Town Road», воспользовался возможностью, чтобы публично выступить во время месяца гордости, что сделало его одним из самых заметных афроамериканских певцов-гомосексуалов , особенно в сельской местности и жанре хип-хопа, который подчёркивает мужское начало и «исторически пренебрежителен к квир-артистам». Темнокожие квир-мужчины в хип-хопе, получившие широкое признание, относительно новое явление — они опередили Lil Nas X менее чем на десять лет, в том числе: Channel Orange Фрэнка Оушена, Tyler, The Creator, iLoveMakonnen, фронтмен Brockhampton Kevin Abstract и Стив Лэйси. Темнокожие квир-артисты были приняты с большей готовностью, в то время как андерграундное квир-хип-хоп движение восходит к 1990-м годам.

## Критика
Некоторые артисты, однако, критиковали жанр как необоснованный ярлык, который потенциально способен ограничить аудиторию исполнителя и по факту может не соответствовать его творческим целям или карьерным устремлениям. В 2013 году Брук Кэнди сказала The Guardian:
Что меня больше всего беспокоит, так это то, что эти молодые рэперы-геи создали новый жанр под названием «квир-хип-хоп». Какого чёрта появился новый жанр музыки с тем же звучанием? Половина людей, читающих рэп, — геи, и люди даже не знают об этом.
Один неназванный музыкант вообще отказался от интервью для The Guardian, заявив, что он предпочитает быть известным как рэпер, а не как «гей-рэпер». Эрик Шори, автор книги «Квир-рэп — это не квир-рэп», оспаривает клеймо «квир-рэп», утверждая, что «сравнение гомо- и гетеросексуального рэпа (как если бы они были двумя разными жанрами) просто не имеют смысла без явного фанатизма». Как пишет Шори, этот подрывной жанр, пропитанный расизмом и гомофобией, сам по себе и служит лишь для дальнейшей маргинализации идентичностей и нарративов, которым он якобы отдаёт голос. Хотя западное общество имеет предрасположенность навязывать социально-интерпретируемые стереотипы и бинарные системы, Шори отвергает понятие гетеронормативной категориальной идентификации, настаивая на том, чтобы слушатели игнорировали эти основанные на сексуальности классификации хип-хопа и более внимательно прислушивались к качеству создаваемой музыки. Он также советует квир-артистам работать вместе с натуралами, показывая, что они одинаково талантливы и заслуживают такого же признания.
Несмотря на критику, другие были более осмотрительны в отношении дихотомии. Британский рэпер RoxXxan признался The Guardian, что «я хочу, чтобы меня воспринимали как „RoxXxan“, но если люди называют меня „гей-рэпером RoxXxan“, я не обижусь». Nicky da B сказал Austinist: «В основном, я выступаю для ЛГБТ, но также и для всех. Многие исполнители, которые читают рэп в жанре bounce и гастролируют сейчас, все они — геи. ЛГБТ-сообщество просто извлекает выгоду из того, что мы геи что и поддерживает нас, я думаю, так оно и есть».

### Коммерциализация
Еще одно мнение связано с предполагаемой коммерциализацией представления ЛГБТК-исполнителями хип-хопа. Хороший пример этого — Ники Минаж и её подход к представлению сексуальности и сексуальной ориентации. Она часто изображает квира в своих музыкальных клипах и текстах. Примечательный момент открылся во время её интервью у Vladtv, где Ники спросили, как мужчина должен подступиться к ней. Она отклоняется от вопроса и переключает внимание на свою любовь к женщинам, говоря: «Мне нравится, когда девушки подступаются ко мне». В то же время Ники никогда открыто не подтверждала свою гомосексуальность и только публично ассоциировалась с известными мужчинами, что делает её сексуальную ориентацию ещё более неоднозначной. Этот подход был проанализирован критиками Ники как стратегическая квирность, и часто отвергается квир-защитниками как перформанс, и вызывает споры, поскольку может показаться подходящим для коммерческой выгоды.

## Известные исполнители
- 070 Shake[45]
- Abdu Ali[46]
- Angel Haze[47]
- Anye Elite[англ.]
- Backxwash[48]
- Bali Baby
- BbyMutha
- Big Dipper[49]
- Big Freedia[47]
- Big Momma[50]
- Cakes da Killa[32][34]
- Cazwell[7]
- D. Smith[51][52]
- Deadlee[англ.][6]
- Deep Dickollective[англ.]
- D’Lo[53]
- Drebae[54]
- Drew Mason[6]
- Fly Young Red
- Frank Ocean
- God-Des and She[англ.]
- House of Ladosha[34]
- iLoveMakonnen[55]
- Jai’Rouge[5]
- Jay Dillinger (также известный как Marlon Williams)[56]
- Jipsta[35][57]
- Jonny Makeup[англ.]
- Jonny McGovern
- Juba Kalamka[англ.]
- Katastrophe[англ.]
- Katey Red[47]
- Kaytranada[58]
- Kevin Abstract
- K.Flay[59][60]
- Le1f[61]
- Lil Nas X[62]
- LIL PHAG
- Lucas Charlie Rose[63]
- Mélange Lavonne[англ.][6]
- Mz Fontaine[англ.]
- Mykki Blanco[32][34][64]
- Nicky da B[47]
- Princess Nokia
- QBoy[англ.][5]
- Queen Pen
- Rainbow Flava[14]
- Rainbow Noise[14]
- RoxXxan[47]
- Sasha Sathya[65][66][67]
- Shorty Roc[6]
- Sissy Nobby
- Snow Tha Product[68]
- Soce, the elemental wizard[англ.][69]
- Solomon Ray[англ.]
- Steve Lacy
- Syd tha Kid
- Taylor Bennett[70]
- Tim’m T. West[71]
- Titica[72]
- Tori Fixx[англ.][73]
- TT the Artist[74]
- Will Sheridan
- Yo Majesty[англ.][7]
- Young M.A.[75][76]
- Zebra Katz[32]
- Азилия Бэнкс
- Белла Торн
- Брук Кэнди[77]
- Кевин Фрэт
- Кейлани
- Кей Темпест[78]
- Саманта Ронсон
- Уиллоу Смит
- Сол Уильямс

Young Сук